# وحدة فرعية ألفا Gs
الوحدة الفرعية ألفا Gs ويرمز لها بـ( Gαs، Gsα)(ملاحظة 1) هي وحدة فرعية من البروتين ج الثلاثي المتغاير تحفز المسار المعتمد على كامب عبر تنشيط محلقة الأدينيلات. Gsα هي جتباز يعمل كبروتين تأشير خلوي.
Gsα هي المكون الأساسي في أربع عائلات من بروتينات ج الثلاثية المغايرة، المميزة حسب وحدات ألفا الفرعية التي تحتوي عليها: عائلة Gαs، عائلة Gαi/Gαo، عائلة Gαq وعائلة Gα12/Gα13. تحتوي عائلة (Gαs) على عضوين فقط: العضو الآخر هو Golf وسمي كذلك للتعبير السائد عنه في نظام الشم (olfactory system). لدى البشر، تشفَّر الوحدة الفرعية Gsα بواسطة جين GNAS وتشفَّر الوحدة الفرعية Golfα بواسطة الجين GNAL.